# Hieracium caesionigrescens
Hieracium caesionigrescens es una especie de planta con flor del género Hieracium, de la familia Asteraceae, orden Asterales.

## Distribución
Hieracium caesionigrescens se distribuye por Inglaterra, Noruega y Suecia.

## Taxonomía
Fue descrita científicamente por (Fr. ex Stenstr.) Dahlst. Fue publicada en Herb. Hierac. Scand. 1: (In sched.) No. 21.